# Memorial de los estudiantes
El monumento Memorial de los estudiantes es un recordatorio a seis uruguayos desaparecidos durante la dictadura cívico-militar en Uruguay (1973-1985) que fueran estudiantes del Liceo Dámaso Antonio Larrañaga.
Ellos son: José Michelena, Rubén Prieto González, Rafael Lezama, Andrés Bellizzi, Nelson Wilfredo González y Helios Serra. Los restos de Helios Serra fueron identificados en 2007 por el Equipo Argentino de Antropología Forense, e inhumados el 1 de diciembre de ese año, en el Cementerio del Buceo en Uruguay.

## Descripción
El monumento representa un pájaro de colores con las alas desplegadas, que mira hacia el local del liceo. Emplazado sobre el cantero central de la avenida lindera, a 40 metros de la entrada, está construido con cemento armado pintado y tiene en su base una placa de granito negro grabada con la siguiente inscripción:
No son solo memoria, son vida abierta continua y ancha, son camino que empieza y que nos llama.
En homenaje a los estudiantes desaparecidos:
Andrés Bellizzi, 1977, tenía 23 años
Nelson González, 1976, tenía 28 años
Rafael Lezama, 1976, tenía 23 años
José Michelena, 1977, tenía 28 años
Rubén Prieto, 1976, tenía 24 años
Helios Serra, 1976, tenía 23 años
Sus compañeros del IDAL

## Instalación
El monumento es una iniciativa de exalumnos del liceo, muchos de los cuales fueron condiscípulos de los estudiantes desaparecidos.
La instalación fue autorizada por la Junta Departamental de Montevideo por Decreto 32753 del 13/11/2008.
El monumento fue diseñado y construido por el Grupo Colibrí (Lino Cabrera, Iñaki Arguiñarena, Oliver Morales y José Carvallo). En su instalación participaron alumnos y exalumnos del liceo.
Previo a la inauguración se realizó una Mesa Redonda en el instituto, con participación de estudiantes y docentes, autoridades de Secundaria y familiares de los desaparecidos.
El monumento se inauguró el 22/5/2009 en un evento en el que se leyeron textos escritos por algunos de los estudiantes desaparecidos y testimonios de sus compañeros.